# Helmut Trettwer
Helmut Trettwer, né le 29 septembre 1983, est un coureur cycliste allemand.

## Biographie
En septembre 2018, il participe au championnat du monde du contre-la-montre par équipes à Innsbruck, avec sa formation WSA-Pushbikers.

## Palmarès
- 2011
  - Rund um Schönaich
- 2014
  - 3e de la Harlem Skyscraper Classic
- 2016
  - 2e de la Rad-Bundesliga
  - 3e du Tour du Burgenland
  - 3e du Grand Prix Vorarlberg
- 2018
  - 3e du Grand Prix Vorarlberg
- 2019
  - 3e du Grand Prix Vorarlberg

## Classements mondiaux
| Année           | 2016   | 2017   |
| --------------- | ------ | ------ |
| UCI Europe Tour | 1 375e | 1 780e |